# Randall Stephenson
Randall Lynn Stephenson (Oklahoma City, Oklahoma, Estados Unidos, 22 de abril de 1960) es un ejecutivo de telecomunicaciones estadounidense. Fue presidente y director ejecutivo de AT&T Inc de 2007 a 2020. Fue también Presidente Nacional de los Boy Scouts de América de 2016 a 2018.

## Biografía
Stephenson obtuvo el título Bachelor of Science de la Universidad Central de Oklahoma y una Maestría en Administración de Negocios de la Universidad de Oklahoma.
Stephenson comenzó su carrera en 1982 con Southwestern Bell Telephone en la organización informática de tecnología en Oklahoma. A finales de la década de 1980 hasta 1990, avanzó a través de una serie de posiciones de liderazgo en las finanzas, incluyendo una misión internacional en la Ciudad de México. 
En julio de 2001, fue nombrado director de finanzas de SBC, ayudando a la compañía a reducir su deuda neta entre $30 mil millones a cerca de cero a principios de 2004. De 2003 a 2004, Stephenson se desempeñó como Presidente del Consejo de Administración de Cingular Wireless. En 2004, fue nombrado director de operaciones de SBC y también nombrado por el presidente Bush como Asesor del Comité de Seguridad Nacional de Telecomunicaciones. 
Stephenson continuó como director de operaciones después de la adquisición de SBC a AT&T en 2005, responsable de todas las operaciones de línea fija y móvil de AT&T. En abril de 2007, AT&T anunció a Stephenson como CEO tras el retiró de Edward Whitacre.
Stephenson fue nombrado CEO del año 2016 por la revista Chief Executive.